# Åkarps station
Åkarps station är en järnvägsstation belägen i Åkarp.
Stationen byggdes om i samband med Södra stambanans utbyggnad till fyrspår mellan Arlöv och Klostergården 2017–2023.  Den ombyggda stationen togs i bruk den 8 oktober 2023.

## Historik
Åkarps station började trafikerades den 2 december 1856 när första delen av Södra stambanan  mellan Malmö och Lund öppnades upp för allmänheten. Den var då enda tågstoppet mellan Malmö och Lund. Åkarp är således en av de äldsta stationerna i Sverige.
Runt sekelskiftet 1900 byggdes banan om till dubbelspår. I samband med detta revs det gamla stationshuset som låg väster om järnvägen. Ett nytt stationshus byggdes 1903. Anläggningsarbetet på stationsområdet färdigställdes 1904.
Det ursprungliga stinshuset från 1857 revs inte när det gamla stationshuset revs och fanns 2023 fortfarande kvar. Ett nytt stinshus byggdes 1919 efter Folke Zettervalls ritningar. När järnvägen byggdes ut till fyra spår var flera hus i vägen för den nya dragningen, inklusive det nya stinshuset som revs trots protester i april 2018.

## Bilder

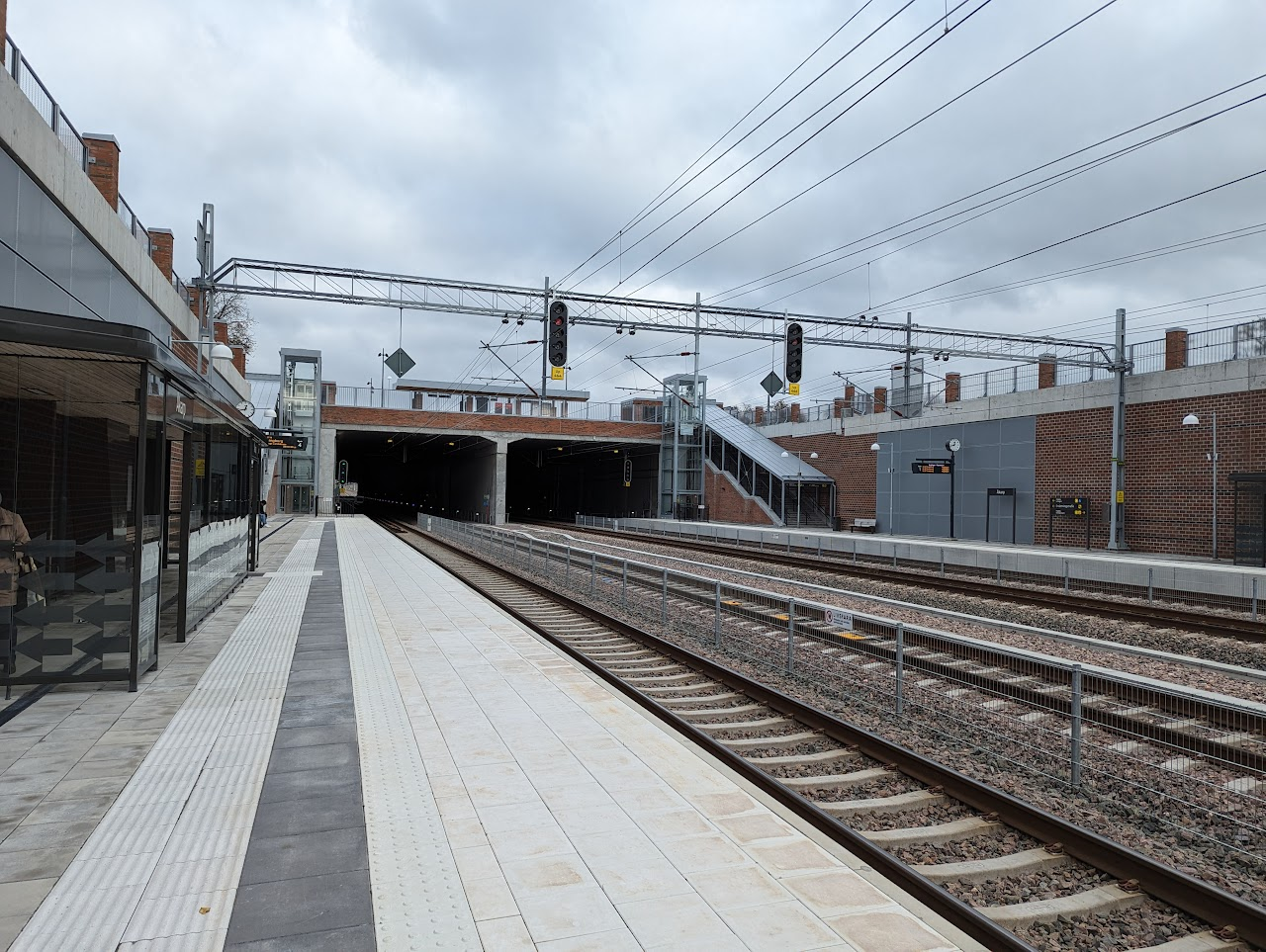
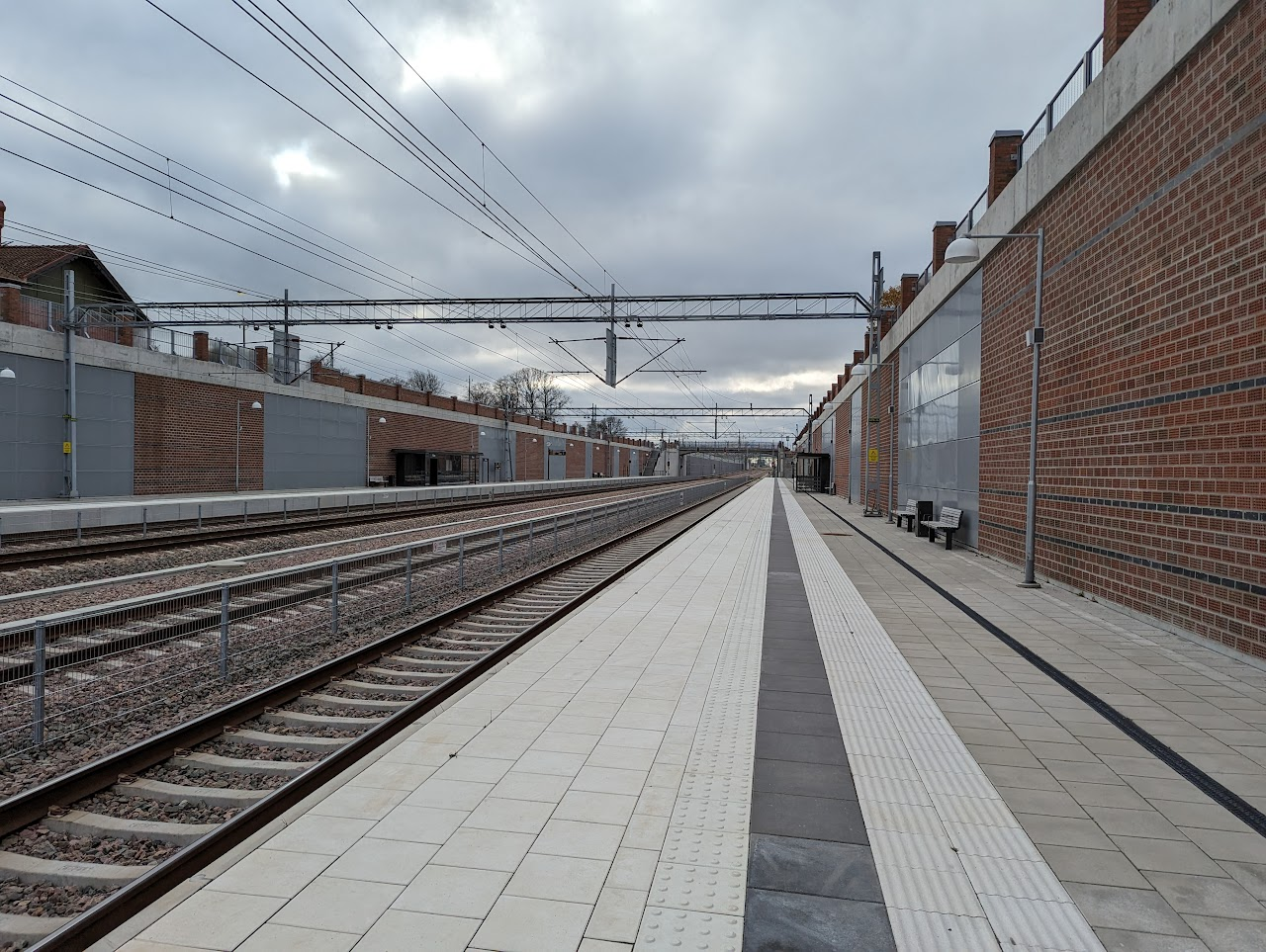
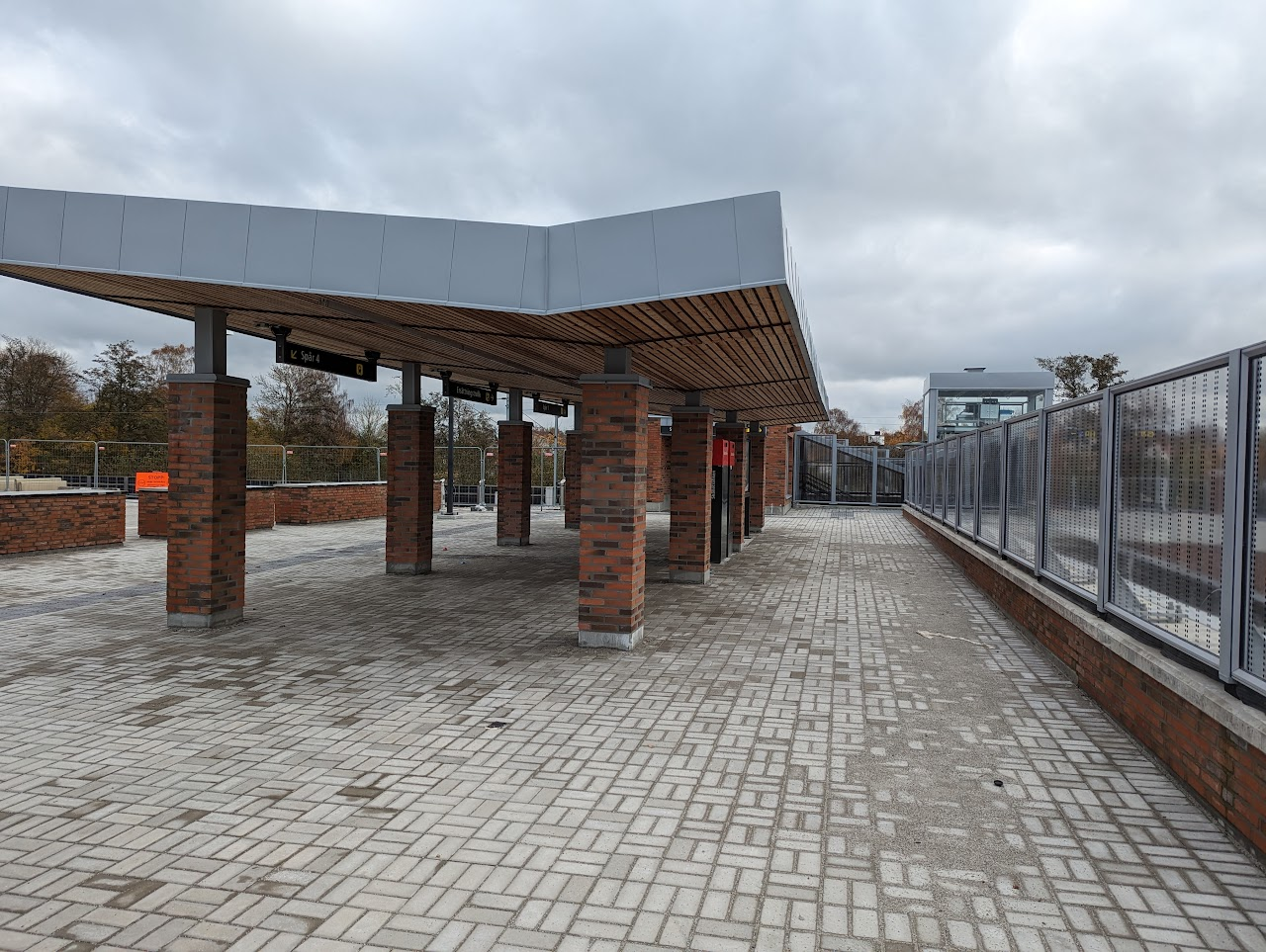